# Jan II Jakub Heraklid Despot
Jan II Jakub Heraklid Despot (rum. Ioan Iacob Heraclid, Despot Vodă; ur. 1511 na Krecie lub na Samos, zm. 1563) – hospodar Mołdawii w latach 1561–1563.

## Życiorys
Pochodził z Grecji, podawał się za potomka władców wyspy Samos. Był awanturnikiem - najemnikiem, poetą, lekarzem; podczas swych podróży po Europie przeszedł na luteranizm. W latach 50. XVI w. przybył na dwór hospodara Aleksandra Lăpușneanu, gdzie wziął udział w spisku bojarskim, po którego niepowodzeniu musiał uciekać z Mołdawii. Powrócił tam w 1561 na czele oddziałów, które zawdzięczał pomocy Habsburgów i polskiego magnata Olbrachta Łaskiego, i pokonał Aleksandra w bitwie pod Verbia. Po objęciu tronu mołdawskiego zamierzał wystąpić przeciwko Turkom, jednak kłopoty finansowe spowodowały, że w 1562 zrezygnował z tych planów i uzyskał zatwierdzenie sułtana. Jego panowanie było jednak krótkie – otaczanie się przez Despota (jak oficjalnie się tytułował) cudzoziemcami i protestantami, próby nałożenia nowych podatków, a do tego konflikt z Łaskim spowodowały bunt bojarów, w którego trakcie Heraklid został zamordowany.
W okresie swego panowania założył szkołę łacińską w Cotnari, która była odtąd ważnym ośrodkiem kultury zachodniej w Mołdawii. Objąwszy tron mołdawski, został pierwszym cudzoziemcem na tronie mołdawskim (w późniejszych czasach osadzanie na tronach mołdawskim i wołoskim cudzoziemców, zwłaszcza Greków, było stałą praktyką turecką).
Heraklid jest głównym bohaterem powieści Teodora Jeske-Choińskiego O mitrę hospodarską.